# بلدينغ شريبنر
بلدينغ شريبنر (Belding H. Scribner) طبيب وباحث علمي أمريكي، ولد في 18 يناير 1921 وتوفي في 19 يونيو 2003.